# 洛伊恩山
47°21′0″N 9°48′55″E / 47.35000°N 9.81528°E

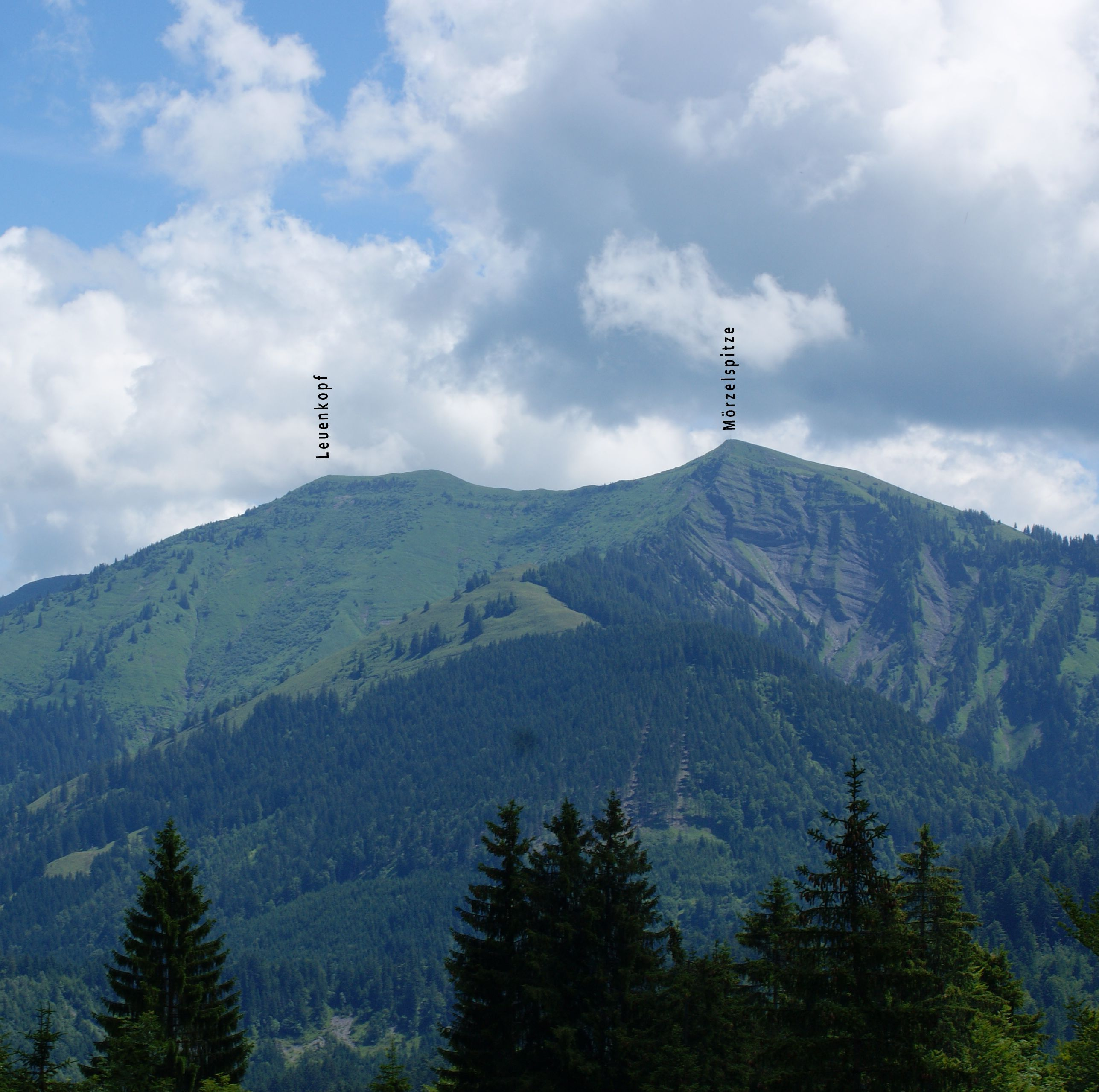

洛伊恩山（德語：Leuenkopf），是奧地利的山峰，位於該國西部，由福拉爾貝格州負責管轄，屬於布雷根茨森林山脈的一部分，海拔高度1,830米，每年平均降雨量1,852毫米。